# 建筑工程
建築工程（英語：architectural engineering），又稱建造工程（英語：building engineering），是一個關於建築物的施工和內部設施安裝的工程學。
美國的建築工程學會和英國的特許建造工程師協會是兩國的主要專業建造工程師規管機構。
土木工程下有營建工程（Construction engineering）的分支，主要包括地盤施工與工程管理技術。

## 概要
建築工程是一個關於建築物的施工和內部設施安裝的工程學，其知識範疇包括工程力學、土力學、測量、房屋建築和結構工程。建築工程目的為為居民建設更適居的建築、為各界別建設相應的建築、建設基建等。

## 範疇
建築工程範疇廣闊，包括下列範疇：
- 勘察、規劃建築物的狀態
- 建築物的設計
- 建築物施工期間作出指導或於技術方面進行援助
- 安裝建築內部的線路和管道鋪排
- 安裝建築內部的設備

## 工程項目
建築工程通常都會拆分為以下工程項目：
- 為建築物設定規劃專案
- 為建築物施工位置土地進行征地
- 為建築物施工位置原有的建築等進行拆遷
- 勘測和設計建築物
- 為建築物的土木施工
- 為建築物的管線施工
- 為建築物安裝設備
- 為建築物內外裝修
- 建築物竣工後的驗收